# Dan August
Dan August (Dan August) è una serie televisiva statunitense in 28 episodi trasmessi per la prima volta nel corso di una sola stagione dal 1970 al 1971. È interpretata da Burt Reynolds nel ruolo del tenente Dan August.

## Personaggi
- tenente Dan August (28 episodi, 1970-1971), interpretato da Burt Reynolds.
- sergente Charles Wilentz (11 episodi, 1970-1971), interpretato da Norman Fell.
- sergente Joe Rivera (11 episodi, 1970-1971), interpretato da Ned Romero.
- capitano George Untermeyer (11 episodi, 1970-1971), interpretato da Richard Anderson.
- Katy Grant (7 episodi, 1970-1971), interpretato da Ena Hartman.
- Mike Golden (6 episodi, 1970-1971), interpretato da Barney Phillips.
- ufficiale (5 episodi, 1970-1971), interpretato da Douglas Mitchell.
- William 'Bill' Britain (3 episodi, 1970-1971), interpretato da	Robert Fuller.
- Spence (3 episodi, 1970-1971), interpretato da	Mark Roberts.

## Produzione
La serie fu prodotta da Quinn Martin Productions e girata a Oxnard e Los Angeles in California.

### Registi
Tra i registi della serie sono accreditati:
- Ralph Senensky (5 episodi, 1971)
- George McCowan (4 episodi, 1970-1971)
- Harvey Hart (3 episodi, 1970)
- Gene Nelson (2 episodi, 1970-1971)
- Lewis Allen (2 episodi, 1970)
- Richard Benedict (2 episodi, 1971)
- Michael Caffey
- Robert L. Collins
- Walter Grauman

## Distribuzione
La serie fu trasmessa negli Stati Uniti dal 1970 al 1971 sulla rete televisiva ABC. 
In Italia è stata trasmessa con il titolo Dan August.
Alcune delle uscite internazionali sono state:
- negli Stati Uniti il 23 settembre 1970 (Dan August)
- in Germania Ovest il 18 agosto 1972 (Dan Oakland)
- in Italia (Dan August)

## Episodi
| Stagione       | Episodi | Prima TV USA |
| -------------- | ------- | ------------ |
| Prima stagione | 28      | 1970-1971    |